# Leptogorgia sanguinea
Leptogorgia sanguinea is een zachte koraalsoort uit de familie Gorgoniidae. De koraalsoort komt uit het geslacht Leptogorgia. Leptogorgia sanguinea werd in 1815 voor het eerst wetenschappelijk beschreven door Lamarck. 